# Atammik
Atammik (Atangmik prima della riforma ortografica del 1973) è un piccolo villaggio della Groenlandia. Ha 190 abitanti (2015); appartiene al comune di Qeqqata. È collegato all'isola da uno stretto lembo di terra; entro i 7 km dal villaggio non abita nessuno, ma oltre si incontrano altri minuscoli paesi: Toqqusaq (8 km), Napasoq (30 km), Saarloq (55 km) e Kangeq (70 km); dista circa 80 km da Maniitsoq.